# Sarcophaga sardiana
Sarcophaga sardiana är en tvåvingeart som först beskrevs av Seguy 1941.  Sarcophaga sardiana ingår i släktet Sarcophaga och familjen köttflugor.
Artens utbredningsområde är Italien. Inga underarter finns listade i Catalogue of Life.